# USS Ohio (BB-12)
«Огайо (BB-12)» (англ. USS Ohio (BB-12)) — третий эскадренный броненосец типа «Мэн». Он стал 12-м броненосцем 1-го ранга в составе ВМФ США. Эскадренный броненосец «Огайо (BB-12)», стал третьим военным кораблем названным в честь 17-го штата.
Огайо был заложен на верфи в Union Iron Works в Сан-Франциско 22 апреля 1899 года. Корабль был спущен на воду, в присутствии Президента, США и Уильяма Маккинли 18 мая 1901 крестной матерью корабля стала мисс Хелен Дешлер, родственница губернатора штата Огайо  Джорджа К. Нэша. Огайо вступил в строй 4 октября 1904, командование принял капитан Ливитт К. Логан.

## Довоенная служба
В сентябре 1920 года участвовал в спасении потерпевшей аварию подводной лодки USS S-5 (SS-110).

## Первая мировая война
Вскоре после вступления США в Первую мировую войну, Огайо, был повторно введен в эксплуатацию 24 апреля 1917. В течение войны корабль базировался в Норфолке, выполняя роль учебного корабля готовя кадры для растущего американского флота. Принимал участие в маневрах линейных кораблей.

## Послевоенная судьба
28 ноября 1918 броненосец совершил переход в Филадельфию и был выведен в запас 7 января 1919 года. 31 мая 1922, Огайо был списан, 24 марта 1923 года продан для разделки на металл.